# Pinus reflexa
Pinus reflexa — вид голонасінних рослин з родини соснових. Діапазоном поширення виду є Аризона, пд.-зх. Техас, Мексика (пн.-сх. Сонора, пн.-зх. Чіуауа).